# Hartley Webster
Hartley Webster (Middleton, 20 gennaio 1818 – Auckland, 18 settembre 1906) è stato un fotografo neozelandese.
Hartley Webster non fu il primo fotografo professionista di Auckland, ma fu il primo ad aprire un proprio studio in città. Prima di lui, esercitarono la professione di fotografi ad Auckland, sia pure non stabilmente, Isaac Polack nel 1848 e Lawson Insley nel 1850

## Biografia
Secondo una ricostruzione, non pienamente confermata, Webster sarebbe figlio di Richard and Margaret Shaw, nato nella piccola cittadina di Middleton e battezzato a Beverley il 17 Febbraio 1818.
Le notizie sono abbastanza scarne attorno alla figura di questo nuovo colono neozelandese, imbarcatosi con la moglie Elizabeth Chandler, sulla nave "Catherine Stewart Forbes" e arrivato ad Auckland il 9 marzo 1852, le cui motivazioni risiedono, probabilmente, sulle poche informazioni su di lui disponibili all'epoca, tanto che quando morì gli venne dedicato un blando necrologio sul quotidiano "Auckland Star" in cui si fece riferimento ad una vecchiaia serena e alla perdita della vista, nonostante sia stato molto attivo col dagherrotipo ed abbia seguito l'evoluzione della fotografia probabilmente fino all'introduzione della Brownie, malgrado fosse già ottantenne. Totalmente assente nella prima edizione, venne citato con molti errori nella seconda edizione della Cyclopedia of New Zealand, vol. 2: Auckland, del 1902, pp. 616-617, nella quale si affermò che attraversò gli oceani assieme ad un altro viaggiatore con il medesimo cognome (ma di cui, a posteriori, si è scoperto non esistesse alcuna parentela), proveniente dalla Scozia (?), con le date d'arrivo sbagliate, 1848, e con il nome errato anche della nave.
Aprì il suo atelier fotografico nella via principale, accanto a quello di un orologiaio. Negli annunci sui giornali locali, sotto il titolo "Daguerreotype", si presentava al pubblico come un fotografo di Londra. Sebbene ricevette le positive critiche di un altro fotografo e uomo d'affari, giunto dall'Inghilterra nel 1855, John Nicol Crombie, il quale aveva aperto pure lui un suo studio fotografico, Webster ben presto ebbe chiaro ciò che prima di lui scoprirono Polack e Insley, cioè che nel 1852 Auckland era solo una piccola cittadina di appena 9 200 abitanti: troppo pochi per fare affari con la fotografia, visto che la ritrattistica, quella che dava i maggiori introiti, era riservata, negli anni Cinquanta dell'Ottocento, alle classi più agiate. Dopo un suo viaggio alla Baia delle Isole, cedette alla moglie metà dell'atelier affinché lo trasformasse in un negozio di modista. L'attività della moglie fu così efficace che due anni dopo assunse due dipendenti e si trasferì in un locale più grande, mentre Webster pubblicò annunci che pubblicizzavano novità del dagherrotipo e stampe su carta e vetro.
Negli anni a seguire sembra che abbia abbandonato la fotografia e sia diventato dapprima commerciante di selle e finimenti poi di grano ed infine ebanista. Dopo il 1856 tornò part-time alla fotografia ma, sembra, anziché esercitarla personalmente, affittasse il locale al dagherrotipista John Talbot Seymour, appena sbarcato, ma l'accordo fallì dopo pochi mesi e Seymour aprì un atelier tutto suo. Nel 1857 annunciò sulla stampa che avrebbe aperto il suo studio ai ritratti al collodio, molto più gradevoli di quelli del dagherrotipo cioè senza riflessi metallici.
I coniugi Webster lasciarono Auckland alla volta di New Plymouth l'11 dicembre 1858 e sui giornali apparvero annunci che vi sarebbe rimasto per un breve periodo, aprendo uno studio attrezzato e fornito prodotti fotografici, nonché lezioni per principianti, e che possedeva un buon assortimento di divertenti foto stereoscopiche. Webster fece poi circolare la voce di aver venduto lo studio ad un suo apprendista (ma non si è mai saputo chi fosse né se fosse vero) ed il 29 dicembre 1859 i coniugi, a bordo del "Lord Ashley" si diressero a Baia di Hawke passando da Nelson e Wellington. In realtà, Webster si era portato con sé gran parte dell'attrezzatura fotografica, e l'obbiettivo era quello di stabilirsi, almeno per un po' a Napier.
Probabilmente la concorrenza a Napier fu abbastanza intensa e i soliti tentativi pubblicitari e i voluti ritardi nelle ripartenze non dettero gli esiti sperati. Questa volta sembrerebbe che abbia lasciato parte della sua attrezzatura ad un chimico, proprietario di un negozio che in questo modo ampliò la propria attività. I coniugi ripartirono alla volta di Auckland il 27 ottobre 1860 dove riaprirono lo studio fotografico. Anche questa nuova avventura ebbe vita breve: sembra che ormai da tempo ambissero a tornare in Inghilterra. Il 4 dicembre 1860 salparono verso Sydney, prima tappa del lungo viaggio verso l'Europa. Nell'aprile 1861 furono registrati a Londra.
Tornati ad Auckland nell'ottobre 1863, Webster riprese la sua attività fotografica accanto a quella di negoziante di articoli per fotografia e anche quella di corniciaio. Tra i suoi clienti figurava anche il sacerdote e fotografo John Kinder. Negli anni successivi, dopo essersi dedicato per un periodo alla farmacia, si accreditò sempre meno come fotografo e sempre più come agricoltore avendo comprato della terra. Anche la moglie possedeva della terra. Lei morì nel 1897 all'età di 75 anni, lasciando nel testamento tutto al marito che sopravvisse per altri 8 anni. Nonostante l'approccio pionieristico e l'aver portato per primo la fotografia in città come New Plymouth e forse anche a Napier, per le innumerevoli carte de visite, sparse nei vari musei del paese (e del mondo), per aver fotografato le personalità importanti del suo tempo e alcuni dei regnanti maori, i paesaggi di Auckland e di altre architetture del paese, Webster è stato a lungo dimenticato. Solo di recente la sua opera e la sua vita è stata rivalutata.